# Томацу, Сёмэй
Сёмэй Томацу (яп. 東松 照明 То:мацу Сё:мэй, 16 января 1930, Нагоя, Япония — 14 декабря 2012, Токио, Япония) — современный японский фотограф. Один из наиболее значительных послевоенных фотохудожников Японии.

## Биография
Томацу родился в городе Нагоя, префектура Айти в 1930 году, а через два года в результате развода родителей фактически лишился отца, оставшись с матерью, которая взяла на себя воспитание ребёнка. В 1950 году Томацу начал заниматься фотографией, поступив после завершения учёбы на отделении экономики факультета права и экономики университета Айти в 1954 году на работу в «Иванами сясин бунко» (яп. 岩波写真文庫), подразделение издательства «Иванами». Уволившись в 1956 году из «Иванами», Томацу начал карьеру независимого фотографа. Его работы стали регулярно появляться в журналах по фотографии. Известность ему принесла серия фотопортретов представителя либерально-демократической партии Японии от префектуры Фукуи, за которую он был удостоен премии «Японского объединения фотокритиков» для дебютантов. Эта серия стала отправной точкой для формирования Томацу своего собственного художественного стиля.
В 1958 году Томацу приступил к законченной лишь около 1980 года работе («Жвачка и шоколад»), посвящённой документированию последствий оккупации и американизации Японии. Вместе с другими молодыми фотографами, среди которых были Икко Нарахара, Кикудзи Кавада, Акира Сато, Акира Танно и Эйко Хосоэ, Томацу создал просуществовавшее до 1961 года творческое объединение «VIVO». Несмотря на непродолжительность этого сотрудничества, сложно переоценить влияние «VIVO» на современную японскую фотографию. После разрушительного тайфуна и унесшего жизни около 5000 тысяч человек наводнения, случившихся 26 сентября 1959 года в Нагоя, Томацу посетил родной город, снимая последствия стихийного бедствия и смиряясь с утратой дома, где провёл свои детские годы. По просьбе Японского совета по борьбе с применением атомного и водородного оружия, Томацу отправился в Нагасаки для сбора фотоматериала, который должен был войти в книгу, являвшуюся частью кампании против использования ядерного оружия. В 1961 году была опубликована демонстрировавшая через фотографии Хиросимы (Кэн Домон) и Нагасаки (Томацу) вызванные атомными взрывами разрушения книга «hiroshima-nagasaki document 1961». Выполнив задание Совета, Томацу тем не менее остался в Нагасаки и продолжил съёмки хибакуся. В конце года «Японское объединение фотокритиков» признало Томацу фотографом года.
Выставки последних лет Томацу носят географически обусловленный тематический характер и посвящены отдельным местностям, в числе которых Окинава, Айти (префектура), Киото и Токио. Стержневым для этих циклов работ является понятие мандалы.
Умер 14 декабря 2012 года в Токио из-за осложнений после пневмонии.

### Отдельные факты из жизни
- 1963 — Съёмка в Афганистане.
- 1972 — Переезд на Окинаву.
- 1974 — Работы Томацу были продемонстрированы в Нью-Йоркском музее современного искусства на выставке «New Japanese Photography». Совместно с Нобуёси Араки инициировал серию мастер-классов.
- 1975 — Фотоальбом «Карандаш солнца» награждён ежегодной премией «Японского объединения фотокритиков», а в следующем году — наградой министра образования Японии.
- 1984 — Ретроспектива «SHOMEI TOMATSU　Japan　1952—1981» в Венском музее современного искусства и др.
- 1992 — Выставка «SAKURA + PLASTICS» в музее Метрополитэн (Нью-Йорк).
- 1998 — Переезд в Нагасаки.
- 1995 — Награждён «Орденом голубой ленты».
- 1999 — Ретроспектива «Хроники японского архипелага — 50-летие творческой деятельности Сёмэя Томацу» в Токийском музее фотографии.
- 2000 — Выставка «Мандала Нагасаки» (Государственный музей искусств префектуры Нагасаки).
- 2002 — «Выставка работ Сёмэя Томацу — Мандала Окинавы» в Музее искусств г. Урасоэ (Окинава).
- 2003 — Ретроспектива «Фотография Сёмэя Томацу 1972—2002» в Токийском государственном музее современного искусства.
- 2004 — Выставка серии работ «Skin of the Nation» в Вашингтоне и Сан-Франциско.
- 2006 — «Мандала Айти — пейзажи Сёмэя Томацу» в Музее искусств префектуры Айти.

## Избранные фотоальбомы
- Сэто, город керамики (やきものの町　瀬戸, 1954)
- Наводнения и японцы (水害と日本人, 1954)
- Война и мир (戦争と平和, 1955)
- hiroshima-nagasaki document (1961)
- Нагасаки, 11:02 (〈11時02分〉NAGASAKI, 1966)
- Салам алейкум (サラーム・アレイコム, 1968)
- О, Синдзюку! (おお！新宿, 1969)
- Карандаш солнца. Окинава — море, небо, остров и люди — и в сторону юго-восточной Азии (太陽の鉛筆　沖縄・海と空と島と人びと・そして東南アジアへ, 1975)
- Томацу Сёмэй: послевоенные доказательства (東松照明の戦後の証明, 1984)
- Заброшенный сад (廃園, 1987)
- Разная сакура (さくら・桜・サクラ, 1990)
- Образы Японии (Visions of Japan, 1998)
- Архипелаг времени (時の島々, 1998)
- Томацу Сёмэй: 1951—1960 (東松照明1951-60, 2000)
- Томацу Сёмэй: токийская мандала (東松照明:Tokyo曼陀羅, 2007)